# Пять хороших императоров
Пять хоро́ших импера́торов — пять последовательно правивших римских императоров из династии Антонинов: Нерва, Траян, Адриан, Антонин Пий, Марк Аврелий (первое время его соправителем был Луций Вер). За время их правления (96—180 годы н. э.), которое отличалось стабильностью и отсутствием репрессий, Римская империя достигла своего наивысшего, предзакатного расцвета.

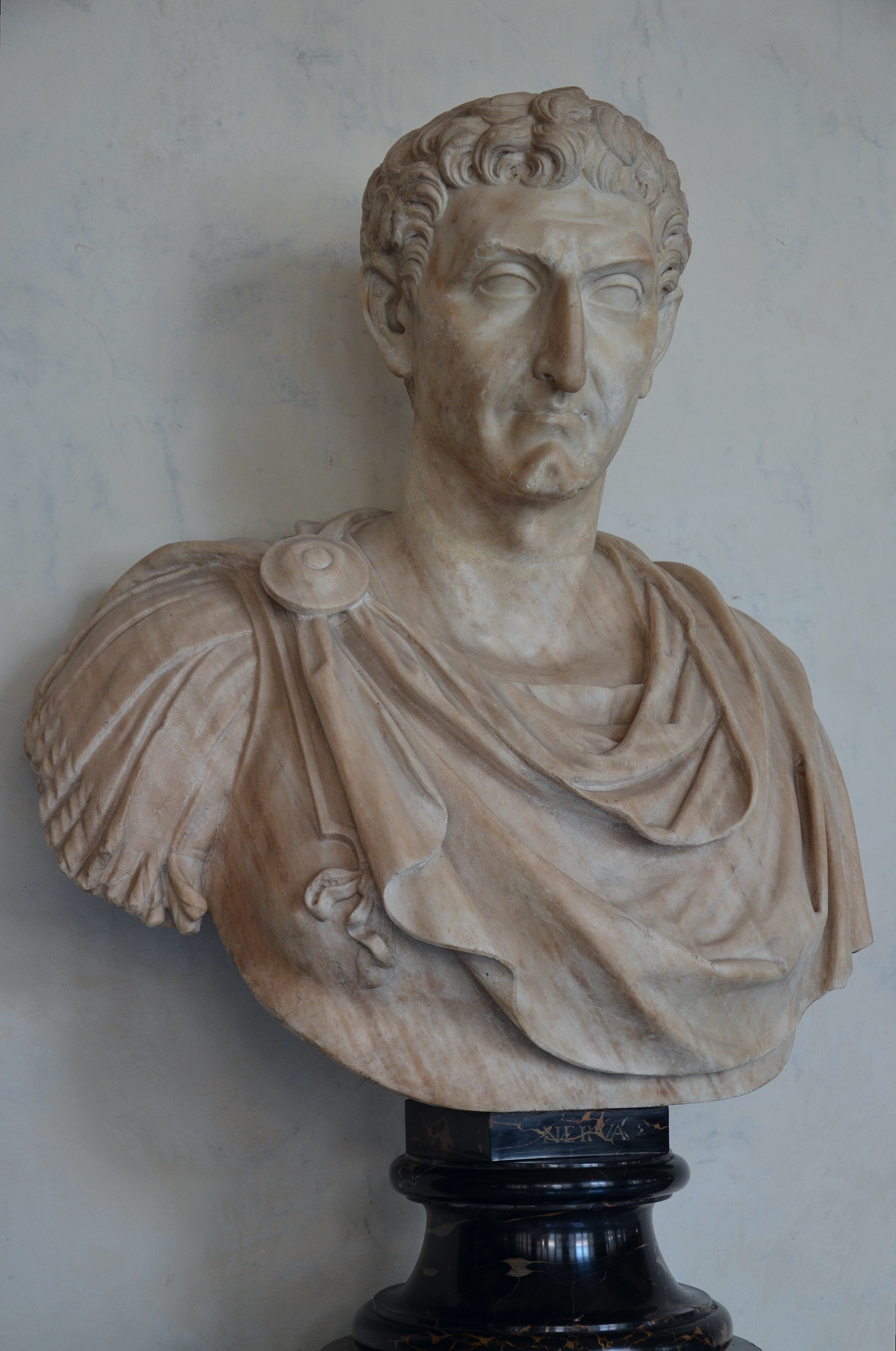
Марк Кокцей Нерва
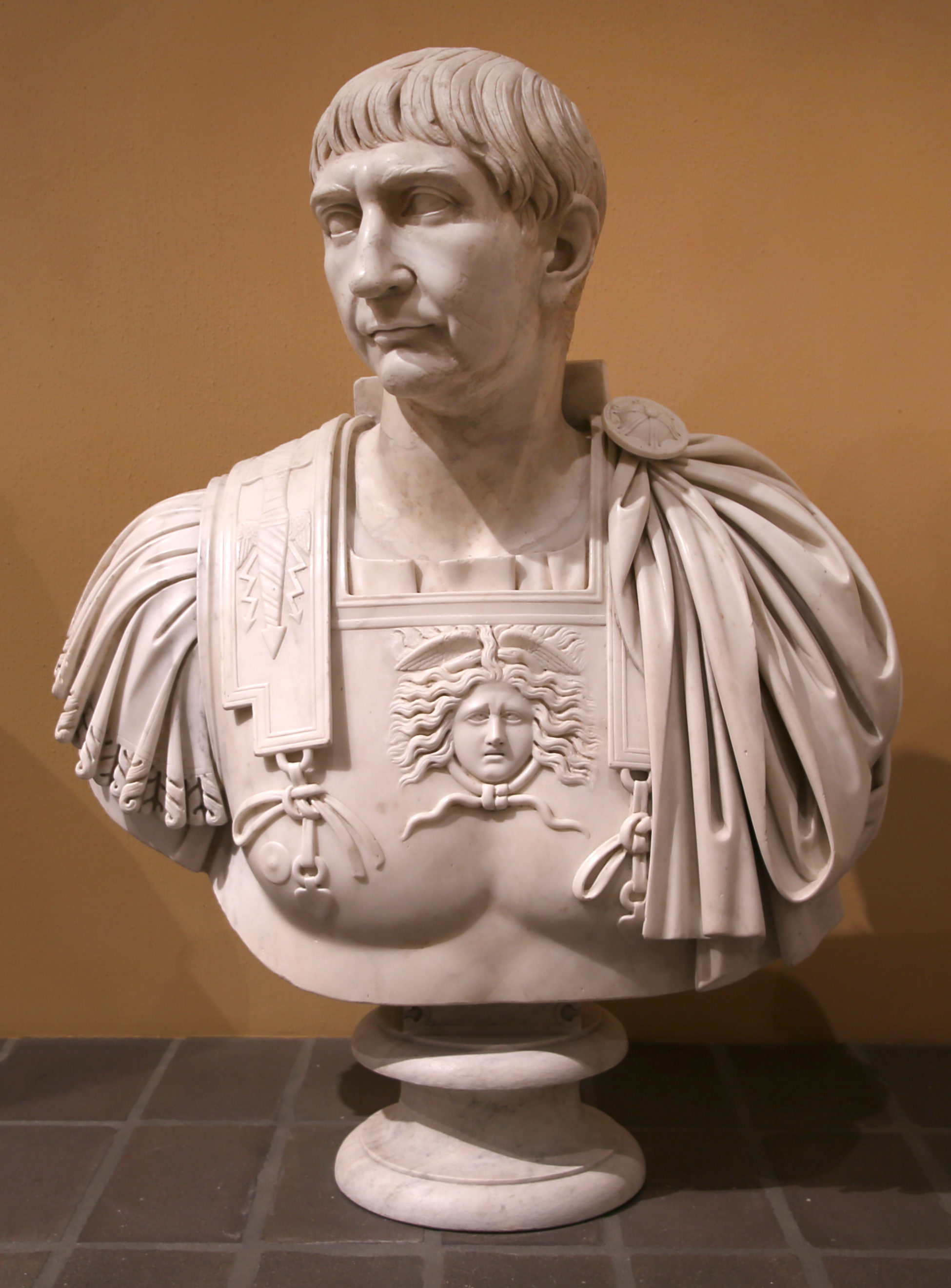
Марк Ульпий Нерва Траян
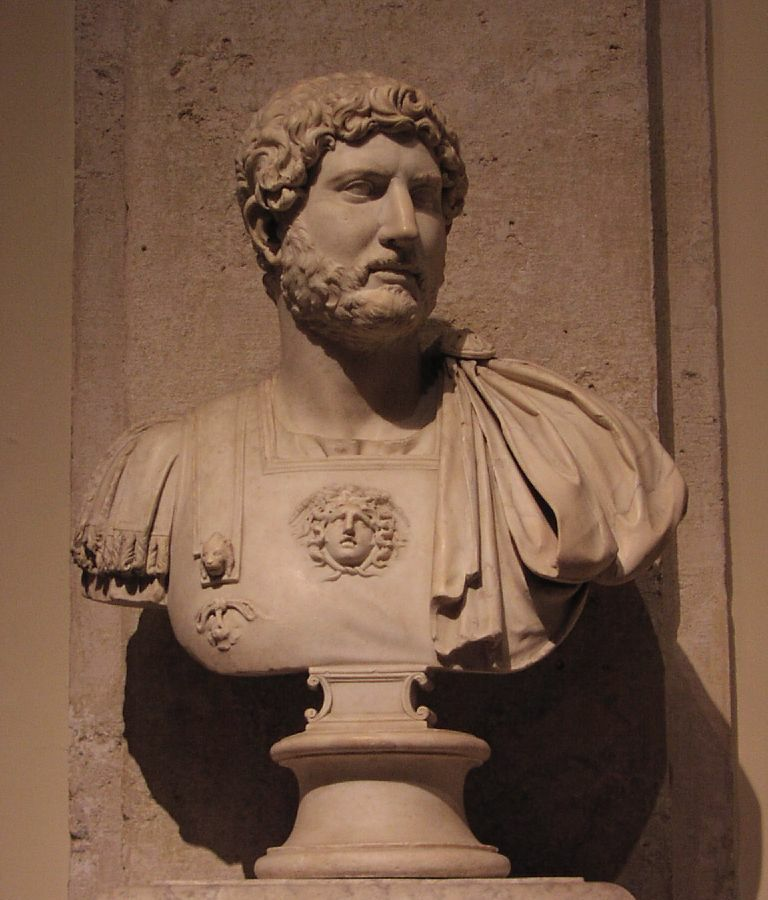
Публий Элий Траян Адриан
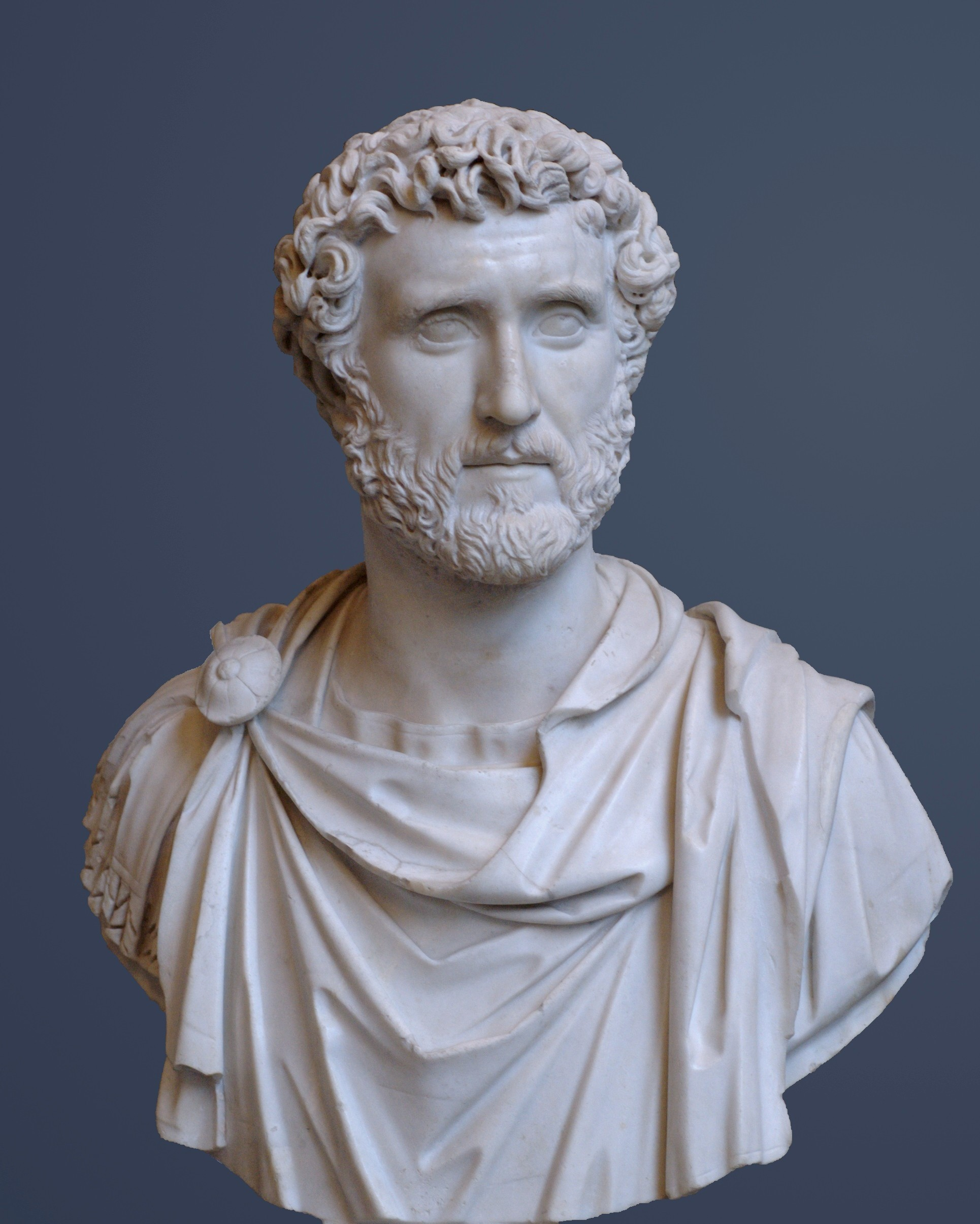
Тит Элий Цезарь Антонин (Антонин Пий)
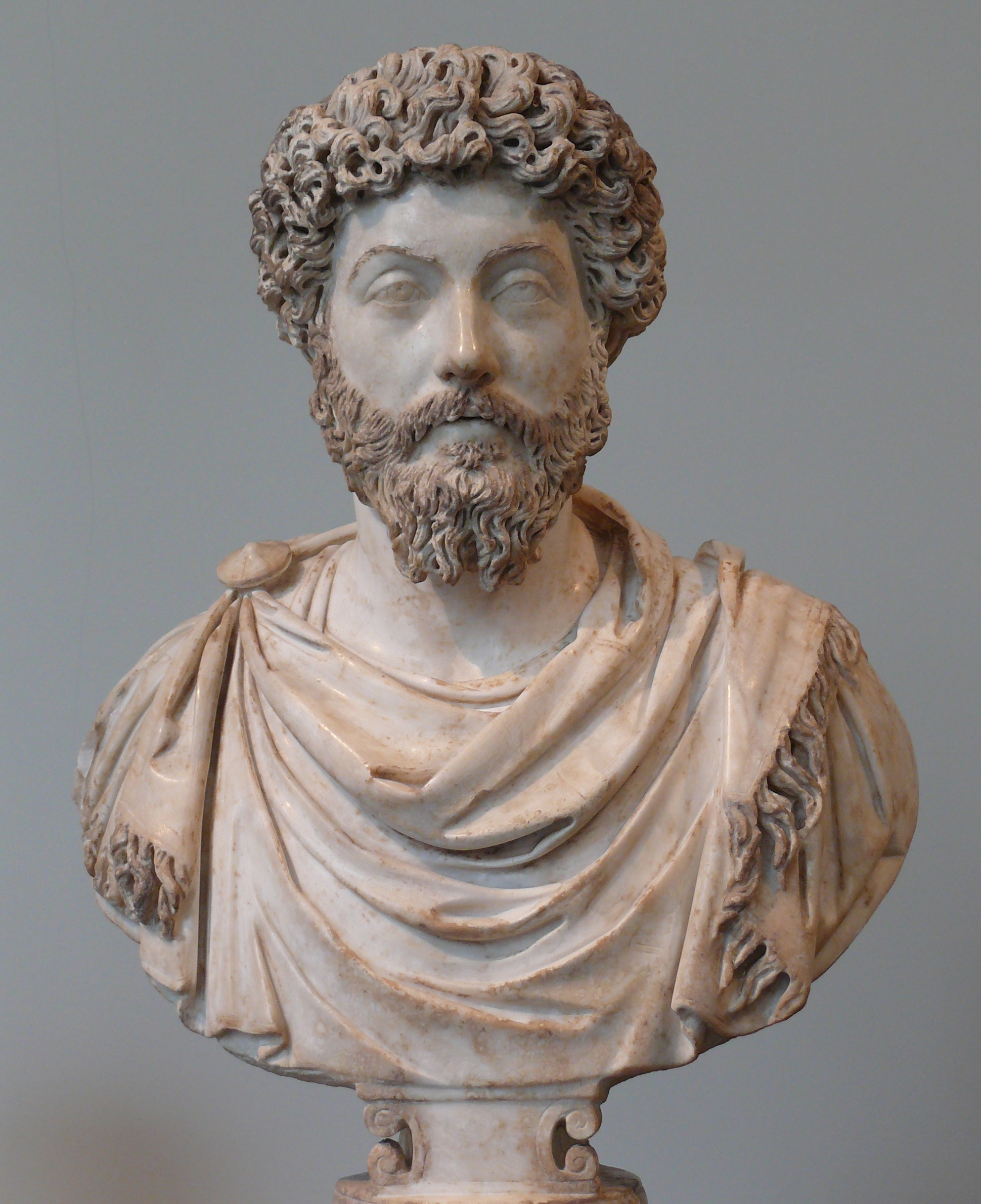
Марк Аврелий Антонин

## Происхождение термина
Термин введён Эдуардом Гиббоном, который писал:

Если бы у кого-нибудь спросили, в течение какого периода всемирной истории положение человеческого рода было самое счастливое и самое цветущее, он должен бы был без всяких колебаний назвать тот период, который протёк от смерти Домициана до восшествия на престол Коммода.— «История упадка и разрушения Римской империи»
Схожие мысли можно найти у Никколо Макиавелли:

Кроме того, прочтя историю римских императоров, государь увидит, как можно образовать хорошую монархию, ибо все императоры, получившие власть по наследству, за исключением Тита, были плохими; те же из них, кто получил власть в силу усыновления, оказались хорошими; пример тому — пять императоров от Нервы до Марка; когда императорская власть стала наследственной, она пришла в упадок.— «Рассуждения о первой декаде Тита Ливия»

## Характеристики эпохи
Во внутренней политике было достигнуто примирение императоров с сенатом. Сенаторы не подвергались репрессиям и земельным конфискациям. Сенат активно пополнялся провинциальной знатью и в значительной степени утратил свои старые аристократические традиции. Окончательное признание получил самодержавный взгляд на императорскую власть.
Во внешней политике империя достигла своего максимального расширения. При Траяне в результате победоносных войн с даками и Парфией были присоединены Дакия, Аравия, Армения и Месопотамия. Однако уже Адриану от двух последних провинций пришлось отказаться и перейти от наступления к обороне на границах.

## Наследование
Наследование власти обеспечивалось бескровным путём. Каждый император при жизни усыновлял (адоптировал) себе преемника, который выбирался им с одобрения Сената и армии из числа авторитетных военачальников или администраторов. Эту традицию заложил Нерва, который столкнулся с недовольством армии и, чтобы избежать новой гражданской войны, усыновил военачальника Траяна. Историк Дион Кассий писал:
Итак, Траян стал цезарем, а позднее императором, несмотря на то, что у Нервы были кровные родственники. Однако тот ставил безопасность государства куда выше родственных привязанностей. Его решение также не смог поколебать тот факт, что Траян был испанцем по рождению, а не римлянином и даже не италиком, и что вплоть до того времени ни один иностранец никогда не властвовал над Римом; ибо он был твёрдо уверен, что человека следует оценивать по его способностям, а не по происхождению.
Марк Аврелий нарушил этот принцип, провозгласив соправителем своего родного сына — Коммода, который оказался не способен управлять страной. Своими тираническими действиями он вызвал всеобщую ненависть и был убит в 192 году. После этого Рим был ввергнут в долгую череду войн между различными претендентами на трон (см. Кризис III века и Солдатские императоры).

## Оценки
Римские историки, которые чётко делили всех императоров на «хороших» и «плохих», относили Антонинов к числу хороших и составили их биографии исключительно в хвалебных тонах. Нерве, по выражению Тацита, удалось соединить несоединимое — принципат и свободу. Траян стал для римлян мерилом успеха, последующие императоры желали походить на него. Антонин носил прозвище Пий — Благочестивый. А Марк Аврелий воплотил идеал правителя, став философом на троне.
Современные исследователи, соглашаясь со многими фактами, тем не менее склонны с большей осторожностью превозносить данную эпоху, поскольку вся сохранившаяся о ней информация отражает точку зрения лишь высшего слоя римского общества.